# Hayate Hachikubo
Hayate Hachikubo (八久保 颯 Hachikubo Hayate?), född 23 juni 1993 i Kumamoto prefektur, är en japansk fotbollsspelare.
Hachikubo började sin karriär 2016 i Roasso Kumamoto. Han spelade 73 ligamatcher för klubben.